# Okolicznik sposobu
Okolicznik sposobu – część zdania informująca o tym, w jaki sposób, w jakim kształcie lub postaci doszło do wykonania danej czynności. odpowiadająca na pytania: jak?; w jaki sposób?

## Rodzaje okoliczników sposobu
- przysłówkowy – Jak się masz? Spojrzał wyzywająco.
- przyimkowy, tworzony przy pomocy wyrażeń przyimkowych z "bez", "w", "na" – Dał sobie radę bez siekiery.
- rzeczownikowy, wyrażony narzędnikiem – W tym mieście autobusy jeżdżą stadami.
- wyrażenia porównawcze z "jak", "jakby", "niby", "na kształt" – Wrócili jako mistrz Polski[2].

Wyrazy z przyimkiem "jak" mogą być również przydawką: chłopak jak złoto
.